# Sargon II
För andra betydelser, se Sargon.

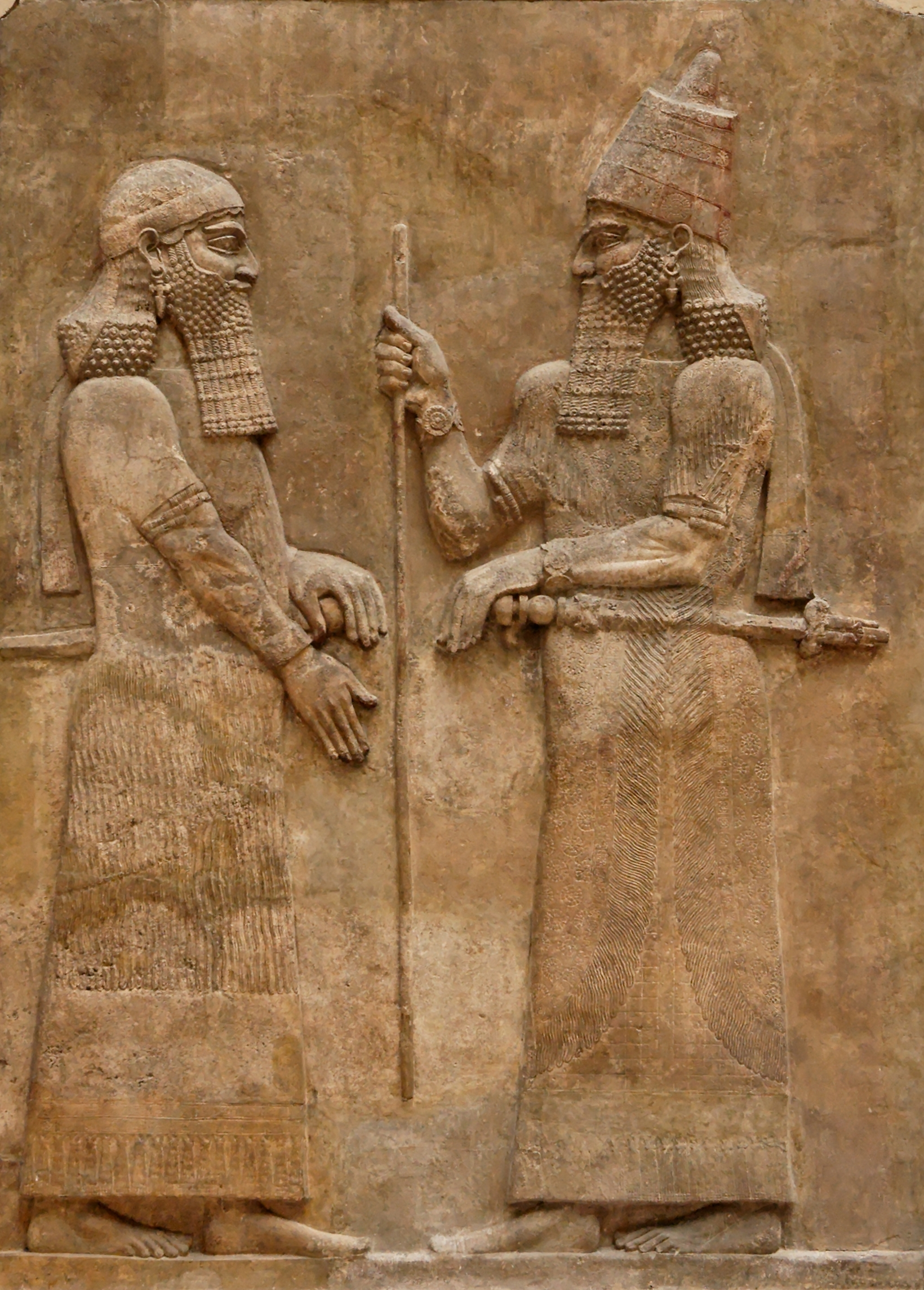
Kung Sargon II med en dignitär. Stenrelief från Dur-Sharrukin (Khorsabad), 713-716 f.Kr.

Sargon II (på akkadiska Sharru-kinu, vilket betyder "kungen är legitim") var en härskare i Assyrien 721-705 f.Kr. Far till Sanherib. 
Han lät uppföra sitt palats i sin nybyggda stad Dur-Sharrukin (dagens Khorsabad). Under Sargon II:s regeringstid besegrades kungariket Israel. När dess huvudstad Samaria föll efter tre års belägring skingrades dess invånare. Många dödades, andra flydde och Israels härskande klasser fördes bort till en grym slavtillvaro. Därmed försvann 10 av Israels 12 stammar från den världshistoriska scenen.

## Välde

### Tidig välde och uppror
Sargon II var i medelåldern, antagligen kring 40, när han blev kung av Assyrien. Hans föregångare Shalmaneser V hade försökt fortsätta sin far Tiglath-Pileser III:s expansion i Levanten men hans kampanjer var både långsammare och mindre lyckade än hans fars. Speciellt drog belägringen av Samarien, huvudstaden i kungariket Israel, ut på tiden och när Shalmaneser V dog var den fortfarande pågående. Sargons första beslut som kung var att avskaffa de rådande skatt och arbetssystemet som han var mycket kritisk mot. Efter det tog han över armén i Israel och Samarien föll snabbt därefter, därmed hade kungadömet Israel fallit. Enligt Sargons egna skrifter ska 27 290 judar ha deporterats och spridits ut i resten av det assyriska imperiet efter erövringen. "Under Hoseas nionde regeringsår bemäktigade sig kungen av Assyrien Samaria och bortförde Israel till Assyrien", heter det i Kungaboken, och den parallella assyriska kilskriftsurkunden bekräftar uppgiften i liknande knappa ordalag: "Samaria belägrade och erövrade jag och bortförde 27 290 av dess invånare som krigsfångar".
Sargons välde mötte till en början motstånd både i det assyriska kärnlandet och bland imperiets vasallstater, motståndet i det assyriska kärnlandet berodde antagligen på att Sargon II var en tronpretendent. Innan Sargon kunde fokusera på problemen i kärnlandet var han dock tvungen att hantera uppror i Levanten där flera nyligen erövrade stater hade gjort uppror i ett försök att göra sig fria från Assyrien. Upproret leddes av Hamaths vasallkung Yau-bi'di som även fick med sig Damaskus och Arpad. Hamath krossades av Sargon 720 f.Kr. och året efter besegrades Damaskus och Arpad i slaget vid Karkar (719 f.Kr.), ej att blanda ihop med slaget vid Karkar 854 eller 853 f.Kr.).
När Levanten var säkrad begav sig Sargon tillbaka till Nimrud där han deporterade 6000 "skyldiga assyrier" och "otacksamma stadsbor". Dessa var individer som gjort uppror mot Sargon eller som inte stöttat hans maktövertagande. De deporterade assyrierna flyttades till Hamath som de blev tvungna att bygga upp på nytt.
Det osäkra politiska läget i Assyrien ledde till att även Babylonien gjorde uppror. Marduk-apla-iddina II som var ledare för den mäktiga Bit-Yakin stammen tog kontrollen i Babylon och förklarade riket som självständigt från assyrierna. Sargon II reagerade omedelbart med att marschera mot Babylon men Marduk-apla-iddina II allierade sig då med kungariket Elam som var Assyriernas arvfiende. 720 f.Kr. möttes den assyriska och den elamitiska armén i ett slag utanför staden Der. Babylonierna hann inte fram till slaget innan det var över men Elam segrade och Sargon tvingades återvända till Nimrud. Marduk-apla-iddina II säkrade efter det hela Sumer till sitt nya babyloniska rike.

### Erövringen av Karkemish och problem med Urartu
717 f.Kr. erövrade Sargon det lilla men förmögna riket Karkemish. Karkemish låg i vägskälet mellan Assyrien, Anatolien och Medelhavet och kontrollerade dessutom en viktig väg över Eufratfloden. Detta hade resulterat i att staten växt sig rikt på handel och de ansågs även vara de direkta arvtagarna till det Hettitiska imperiet vilket gav dem extra prestige bland de syriska och anatoliska stadsstaterna.
För att anfalla Karkemish, som var allierade med Assyrien, var Sargon tvungen att bryta de existerande avtalen med landet. Sargon använde sig av ursäkten att Karkemish kung Pisiri förrått Assyrien till dess fiender och det fanns lite riket kunde göra för att stoppa invasionen. Karkemish erövrades och Sargon II övertog därmed kung Pisiris stora skatter, däribland 330 kilo guld, 60 ton silver och en stor mängd brons, ten, järn och elfenben. Skatterna var så stora att den assyriska ekonomin gick från att vara bronsbaserad till att baseras på silver vilket kompenserade för de stora kostnaderna med att hålla igång Assyriens armé.
716 f.Kr. inledde Sargon en kampanj mot Mannaerna i dagens Iran och 715 f.Kr. hade de nått in i kungadömet Medien där de erövrade städer och tog både skatter och slavar som skickades tillbaka till Nimrud. Under kampanjerna i öst blev det uppenbart att kungadömet Urartu i norr var på väg att bli ett stort problem för Assyrien. Urartu hade tidigare besegrats av Tiglath-Pileser III men de hade aldrig erövrats helt och under Shalmaneser V:s tid hade de återhämtat sig rejält och börjat utföra räder i det assyriska gränslandet. Räderna fortsatte under Sargons tid och både 719 och 717 f.Kr. hade han tvingats skicka soldater norrut för att stärka upp försvaret mot Urartu. 715 f.Kr. utförde Urartu en invasion av Assyrien där de erövrade 22 gränsstäder. Sargon tvingades avbryta sin kampanj i Medien för att försvara det assyriska kärnlandet och även om de erövrade städerna återintogs var det nu uppenbart att Urartu skulle behöva besegras en gång för alla. Att fullständigt besegra Urartu ansågs dock vara en rejäl utmaning som ingen tidigare assyrisk kung lyckats med. Det Urartiska riket var bergigt och deras försvarstaktik utgick på att dra sig tillbaka in i bergen och sedan återvända när de assyriska kampanjerna var över. Trots sitt fiendskap med dem verkar Sargon ha respekterat Urarterna och han lät nedteckna sin beundran för deras kommunikationssystem, hästar och kanalbyggen.

### Kampanjen mot Urartu
Vad Sargon inte visste var att Urartu vid 715 f.Kr. var ett kraftigt försvagat rike. Den misslyckade invasionen av Assyrien blandat med invasioner av kimmerier från norr och ett uppror bland mannaerna hade slitit på den urartiska armén och när Sargon fick reda på hur situationen egentligen såg ut i riket beslutade han sig för att det var dags för ett anfall.
714 f.Kr. marscherade Sargon ut ur Nimrud med sin armé och satte sikte på Kel-i-šin passet som var den snabbaste vägen in i Urartus kärnland från Assyrien. Kung Rusa I av Urartu förväntade sig dock att assyrierna snart skulle göra ett motanfall och han hade slagit läger vid Urmiasjön nära den assyriska gränsen för att snabbt kunna reagera på en sådan invasion. Sargon insåg dock efter tre dagars marsch att Urartu antagligen förväntade sig att den assyriska armén skulle försöka ta sig igenom Kel-i-šin och han valde därmed att istället ta en längre väg genom Kermanshah i vad som idag är nordvästra Iran. Beslutet kan även ha berott på att den Assyriska armén var vana vid att strida på slättland medan urartierna var bergskrigare och en önskan om att inte möta den urartiska armén i den terräng de var vana vid. Beslutet kostade dock Sargons planer dyrt. Vägen genom Kermanshah var även den bergig och det tog lång tid för den assyriska armén att ta sig igenom området. Sargon valde därmed att överge sina planer på att helt erövra Urartu och dess huvudstad Tushpa då kampanjen var tvungen att vara färdig innan oktober då bergspassen skulle blockeras av snö.
När Sargon slutligen kommit in i Urartu i området Gilzanu gjorde han uppehåll för att tänka över sitt nästa drag. Då den assyriska armén inte gått genom Kel-i-šin hade Rusa tvingats överge sin ursprungliga försvarsplan och han hade nu samlat sin armé sydväst om Urmiasjön för att marschera mot den assyriska armén.
Sargon beskriver att trots att den assyriska armén fått vatten och proviant i Medien hade den långa hårda marschen slitit ut soldaterna totalt och deras moral var i botten. I skrifterna står att det "rådde en upprorisk stämning bland soldaterna, jag (Sargon II) kunde inte bota deras utmattning och inget vatten kunde inte släcka deras törst". När Rusa och hans armé slutligen kom fram till den assyriska armén vägrade assyrierna att slåss och Sargon som vägrade ge upp eller retirera tog då sin livvakt och satte av i ett självmordsanfall mot den urartiska linjen. Anfallet lyckades driva tillbaka en del av den urartiska armén och när assyrierna såg detta beslutade de sig för att bege sig in i striden. Slaget slutade i en assyrisk seger och Rusa flydde upp i bergen med resterna av sin armé istället för att bege sig till Tushpa och förbereda sig för belägring. Sargon insåg dock att hans egen armé aldrig skulle gå med på att jaga efter Rusa i de urartiska bergen och de var inte heller i form att genomföra en belägring. Istället valde han att vända söderut mot Kel-i-šin passet som intogs. Passets befästningar revs ned och den närliggande staden Musasir som var Urartus heligaste stad plundrades. Sargon begav sig därefter tillbaka till Assyrien. Enligt Sargons skrifter skall Rusa I ha tagit livet av sig efter att han fick reda på att Musasir fallit. Huruvida detta verkligen stämmer är dock oklart.

### Konstruktionen av Dur-Sharrukin
713 f.Kr. påbörjade Sargon II konstruktionen av Dur-Sharrukin (Sargons fästning) som var menat att bli den nya huvudstaden i det assyriska imperiet. Till skillnad från tidigare assyriska kungar som endast utvidgat redan existerande städer för att använda dem som huvudstad ville Sargon ha en stad byggd från grunden i ett område nära Nimrud som Sargon ansåg var den perfekta platsen för imperiets centrum. Projektet var enormt och Sargon ville att staden skulle bli hans största bedrift. Landet staden byggdes på hade tidigare tillhört byborna i byn Maganubba och i sina skrifter menar Sargon att det var han själv som insåg hur bra läget var och att han köpte landet av byborna till marknadsvärde snarare än att enbart göra anspråk på landet. Staden planerades bli tre kvadratkilometer stor och därmed den största staden i Assyrien. För att försörja befolkningen i en sådan stad började Sargon förbereda bevattningsdiken i närområdet för framtida odling och han översåg själv mycket av konstruktionen. 
Staden inspirerades av Nimrud men det fanns skillnader i stadsplaneringen. Nimrud var en stad som växt fram av sig själv medan Dur-Sharrukin skulle bli en helt symmetrisk stad utan påverkan av platsens landskap och allt i staden, från dess två stora plattformar med en rustkammare på den ena och palatset och tempel på den andra till dess murar och portar byggdes från grunden och portarna placerades med reguljära intervaller utan att ta hänsyn till de redan existerande vägarna kring staden. Sargons eget palats var större och mer utsmyckat än tidigare assyriska kungars palats. Relieferna på dess väggar visade bilder ur Sargons olika kampanjer, framförallt från kampanjen i Urartu.
711 f.Kr. lämnade Sargon överseendet av konstruktionen av Dur-Sharrukin till sin son Sanherib medan han utförde lyckade kampanjer i Levanten där han erövrade Ashdod och Gurgum, det året förlorades dock Tabal i Anatolien som blev självständigt efter ett två år långt uppror. 

### Återerövringen av Babylon
Sargons mest kända kampanj skedde 710-709 f.Kr. när han beslutade sig för att försöka återta Babylon som under början av hans välde brutit sig fria från Assyrien. Babylonien hade länge varit en törne i sidan för det assyriska imperiet men Sargon bestämde sig för att pröva en ny taktik och istället för att marschera direkt mot huvudstaden Babylon följde han och den assyriska armén Tigrisfloden söderut till staden Dur-Athara.  Dur-Athara hade befästs av kung Marduk-apla-iddina II men det var inte förväntat att den staden skulle bli målet för en ny assyrisk invasion. Garnisonen i staden hamnade därmed snabbt i underläge och staden intogs. Efter att ha erövrat Dur-Athara döpte Sargon om staden till Dur-Napu och gjorde den till huvudstad i en ny assyrisk provins kallad Gambulu, han stannade sedan där en tid medan den assyriska armén svepte genom provinsen och inriktade sig på att besegra de arameiska stammarna och elamitiska garnisonerna i Babylonien vilket resulterade i att de inte skulle kunna komma till Babylons hjälp. 
Efter att ha besegrat araméerna och elamiterna begav sig Sargon till Babylon som han marscherade emot från sydöst. Efter att ha korsat Tigris och en av Eufrats förgreningar hade den assyriska armén nått fram till Dur-Ladinni som låg nära själva Babylon. När Marduk-apla-iddina II fick reda på att den assyriska armén närmade sig valde han att ta sina skatter och sina möbler (inklusive sin tron) och fly. Anledningen till flykten tros vara att Marduk-apla-iddina förlorat förtroendet bland sitt prästerskap och sina adelsmän efter att ha förlorat Dur-Athara. Med de skatter han tagit med sig försökte han muta Elams kung att ge honom asyl och även om kungen accepterade skatterna lät han inte Marduk-apla-iddina bosätta sig i Elam då han fruktade assyriska repressalier. 
Marduk-apla-iddina begav sig då istället till den befästa staden Iqbi-Bel där han förberedde sig för krig och Sargon kom snart till staden med sin armé. Marduk-apla-iddina hade låtit översvämma fälten kring Iqbi-Bel genom en kanal från Eufratfloden och han slog upp sitt läger på en torr kulle utanför stadens stadsmurar. Slaget mellan den babyloniska och assyriska armén kom därmed att stå i en våt sankmark men assyrierna lyckades ändå besegra babylonierna. Efter slaget flydde Marduk-apla-iddina in i Iqbi-Bel som belägrades, Sargon lyckades dock aldrig inta staden och 709 f.Kr. efter en längre belägring lyckades han och Marduk-apla-iddina nå en överenskommelse. Iqbi-Bel skulle kapitulera och riva ned sina stadsmurar i utbyte mot att Marduk-apla-iddina tilläts leva och gå i exil. 

### De sista åren
Efter återerövrandet av Babylon kröntes Sargon till kung där och han stannade i staden i två år fram tills 707 f.Kr. då han än en gång begav sig till Levanten där han hjälpte Tyros som var en assyrisk vasallstat i deras krig mot flera cypriotiska kungadömen. Kriget mot Cypern verkar inte ha varit ett erövringskrig från assyriernas sida utan det verkar snarare ha handlat om att hjälpa sin vasallstat i kriget. I Cypern restes Sargonstelen som inte var ett landanspråk utan snarare en gränsmarkering för det område där den assyriske kungens inflytande tog slut. Assyrierna placerade inga garnisoner på ön och försökte inte sätta dess kungadömen i vasallstatus till det assyriska imperiet, även om de velat detta hade ön varit omöjlig att hålla då Assyrien helt saknade egen flotta. 
Efter Cypernkriget begav sig Sargon tillbaka till Babylon där han firade det babyloniska nyåret, därefter skall han ha besegrat ett folkslag kallat hamaranaerna som utförde räder mot handelskaravanerna i närheten av Sippar och han lät även gräva en kanal mellan Borsippa och Babylon. Efter det reste han 706 f.Kr. tillbaka till det assyriska kärnlandet och han flyttade sitt hov till Dur-Sharrukin som ännu inte var färdigbyggt. Sargon fick därmed äntligen leva i den stad han själv skapat även om vistelsen där skulle bli kort. 
705 f.Kr. begav sig Sargon av mot Tabal som nu varit självständigt i sex år med målet att återerövra området. Han lämnade sin son Sanherib i kontroll av Assyrien och Babylon och begav sig sedan av mot Anatolien med sin armé. Sargon insåg inte hur kraftfulla det lilla riket blivit och han tog inte i beräkning att de nyligen allierat sig med kimmererna vilket gjorde dem ännu starkare. I det första slaget mot Tabals armé ledde Sargon själv det första anfallet vilket han gjort många gånger förut, denna gång gick det dock fel och Sargon själv dräptes. Konungens död lamslog den assyriska armén som i sin chock besegrades av Tabal. De lyckades inte ens ta tillbaka Sargons kropp vilket enligt den assyriska religionen innebar att han inte skulle kunna få något efterliv utan hans själ var nu dömd till att vandra på jorden. 
Sargons plötsliga död spred chockvågor genom hela det assyriska riket och makten gick nu till Sanherib. Assyrien var dock lyckligt lottat då både Sanherib och hans två senare efterträdare skulle visa sig vara utmärkta kungar. 